# Літятин (зупинний пункт)
Літя́тин — пасажирський залізничний зупинний пункт Тернопільської дирекції Львівської залізниці на неелектрифікованій лінії Березовиця-Острів — Ходорів між станціями Потутори (7 км) та Козова (12 км). Розташований між селами Літятин та Криве Тернопільського району Тернопільської області.

## Пасажирське сполучення
На зупинному пункті Літятин зупиняються приміські дизель-поїзди сполученням Тернопіль — Ходорів.